# Rendelkezésre állás
Rendelkezésre áll egy alkalmazás vagy erőforrás, mikor a működésének képes eleget tenni, képes feladatokat fogadni, működni. Értékét százalékban adják meg.
Szerverek esetén ez az az idő, amikor képesek kiszolgálni a klienseket.
A rendelkezésre állást annak időtartamával is szokták jellemezni, mivel sok esetben nem az a fontos, hogy mennyi kapacitás áll rendelkezésre. Ennek oka lehet az is, hogy a kapacitás egységekre bontható és minden elvégzendő feladat egy egységet igényel, tehát ha van kapacitás, a rendszer/erőforrás rendelkezésre áll. Erre nagyon jó példa a szerverek esete.
A rendelkezésre állás "foka" lényegében a kapacitás. Ezt a mérési módszert olyan esetekben használjuk, mikor a feladat a kapacitásnak változó méretű részére tarthat igényt. (Például adattárolók sávszélessége: ha egy másolás folyik, a tároló lényegesen kisebb sebességgel képes kiszolgálni más adateléréseket.)
Egy rendszer nem áll rendelkezésre, ha nincs kapacitása feladatot elvégezni, vagy nem működik.

## Energetikában
Energetikában a rendelkezésre álláson az erőművek éves szintű energiatermelését értjük az elméleti maximumhoz képest vagyis ahhoz mintha az erőművek folyamatosan, megállás nélkül az év minden napján és minden órájában működtek volna. A rendelkezésre állás erőmű típusonként más és más, százalékban szokás megadni.Például: Ha egy szélerőmű névleges teljesítménye 600 kW és egy évben 1,5 millió kWh villamos energiát termel a hálózatra akkor az elméleti maximumhoz (600 kW × 24h ×365d = 5,526 millió kWh, 100%) képest 28,54% volt a rendelkezésre állása.

### Erőművek jellemző rendelkezésre állási értékei
Atomerőművek:60-90%
Geotermikus erőművek:70-85%
Szélerőművek:15-40%